# Saint-Sériès
Saint-Sériès är en kommun i departementet Hérault i regionen Occitanien i södra Frankrike. Kommunen ligger i kantonen Lunel som tillhör arrondissementet Montpellier. År 2022 hade Saint-Sériès 972 invånare.

## Befolkningsutveckling
Antalet invånare i kommunen Saint-Sériès
Referens:INSEE